# ビロードスゲ
ビロードスゲ Carex miyabei はカヤツリグサ科スゲ属の植物の1つ。果胞に一面に毛があることでそう呼ばれる。生育域では道ばたにも見られる。

## 特長

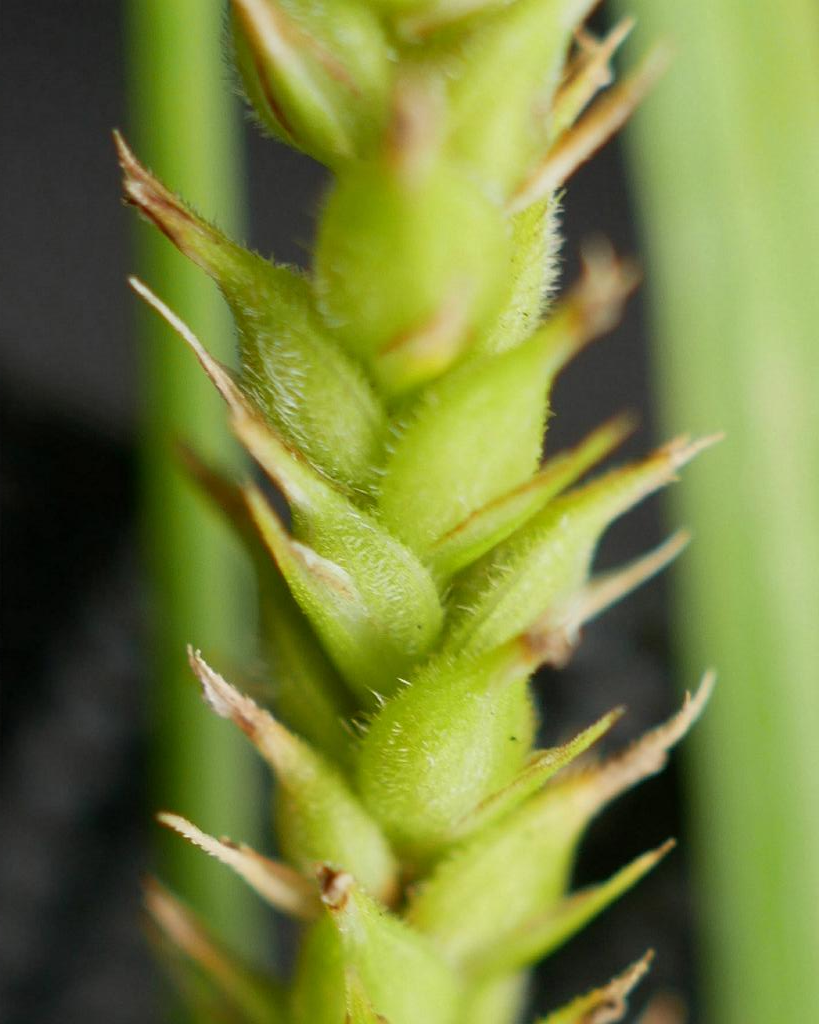
果胞の表面に一面に毛がある
本種の和名の元となった特徴である

茎が立ち上がる姿の多年生の草本。地下に横に長く走る根茎を伸ばし、地上の茎は多少束になるものの、それが間を置いて出る。草丈は花茎の高さとなり、これは30-70cmであるが、花茎は果実の成熟につれて伸び上がる。葉は幅が3-8mm、深緑色でざらつきがある。基部には葉身のない鞘があり、硬くて光沢があって赤褐色を帯び、また前面には糸網がある。
花期は5-7月。花茎は下の方は滑らかだが上の方にはざらつきがある。花序は3-9個の小穂は総状に着く形で、このうち頂小穂とその下方の合わせて2-4個までが雄性、それ以下の側小穂が雌性である。まれに雄小穂が頂小穂のみ、の場合もある。小穂の基部にある苞は葉身が葉状によく発達し、基部には鞘がないか、ごく短い鞘がある。雄小穂は複数が互いに接近してつき、線形で長さ1-3cm。雄花鱗片は赤褐色で先端は鈍く尖るか鋭く尖る。雌小穂は円柱形で長さは1.5-6cm、果胞は密生しており、上の方では柄のないものもあるが下の方のものは長い柄がある。雌花鱗片は淡い黒褐色で中肋が緑色、先端は芒となって突き出している。果胞は鱗片と同程度かあるいは長くて長さ4-5mm、脈があり、表面には毛が密生している。後述のようにこの果胞に毛が多いことがこの種の和名の由来であるが、これは近縁の数種と共有する特徴でもあり、それに対して本種の茎や葉、鞘などには毛がなく、これは近縁種との区別点にもなっている。果胞の形は卵形で、先端は急に狭まって長い嘴となり、口の部分は深く切れ込んで2つの歯状突起の形になる。痩果はやや緩く果胞に包まれており、倒卵形で長さ2mm、柱頭は3つに分かれ、花後も長く残りがちである。
和名は果胞に毛が密生している様子から名付けられたものである。なお、和名の表記にはビロウドスゲもある。

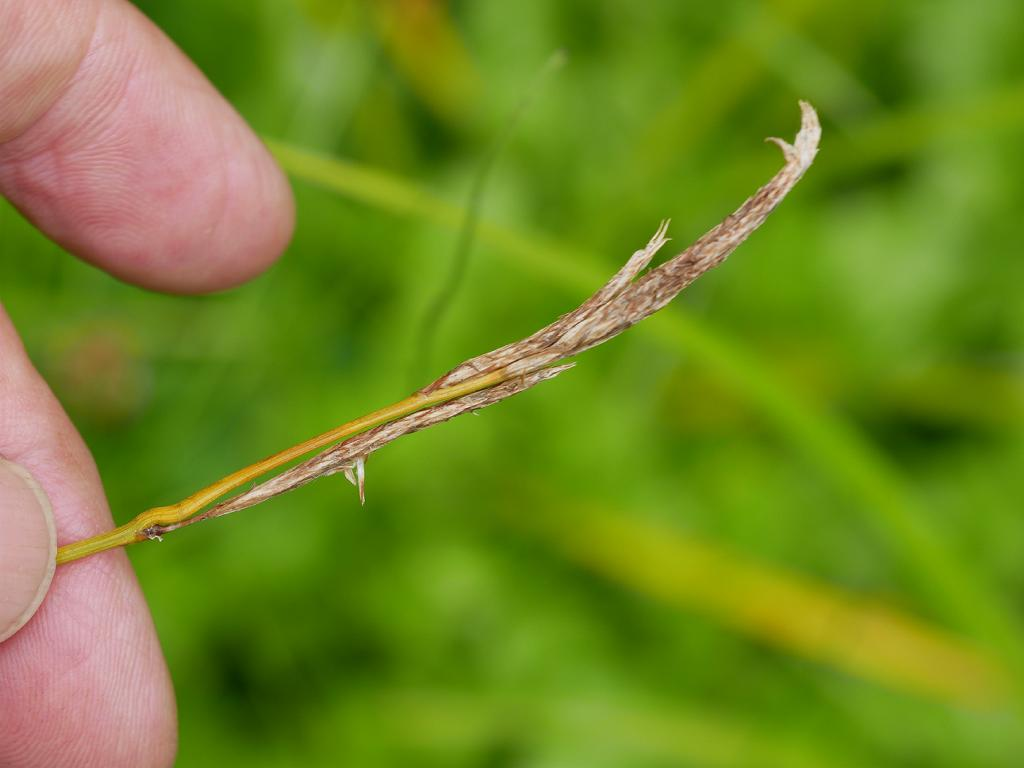
先端の雄小穂群 きっちり寄り合っているので1つに見えるが複数である
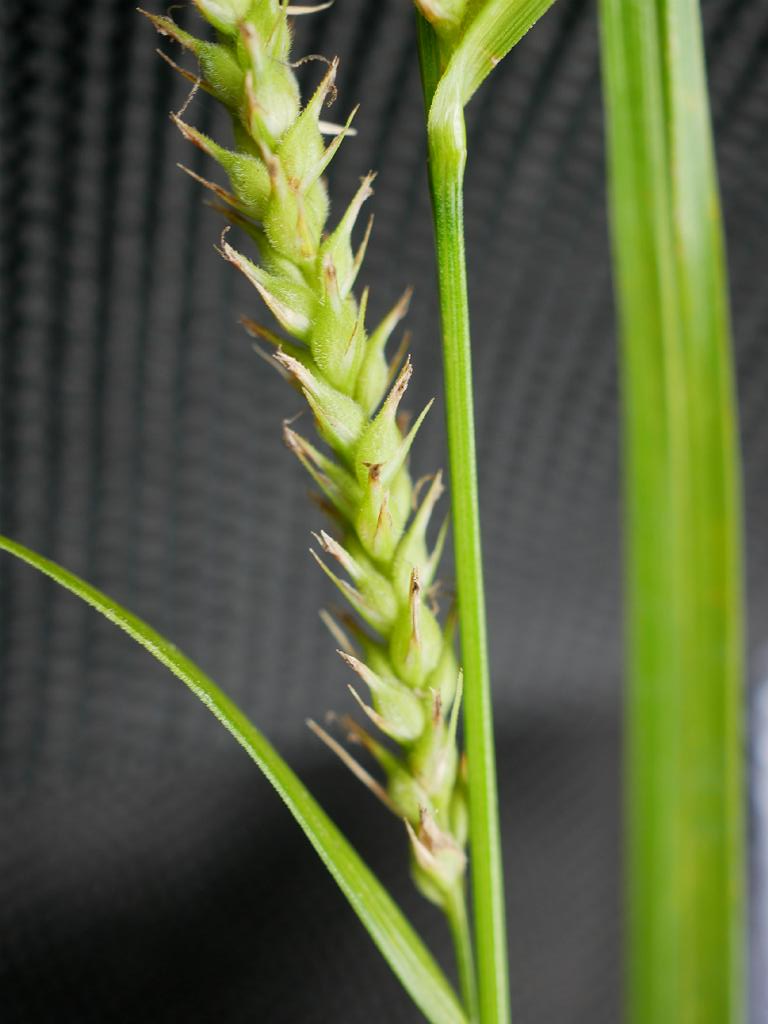
雌小穂の拡大
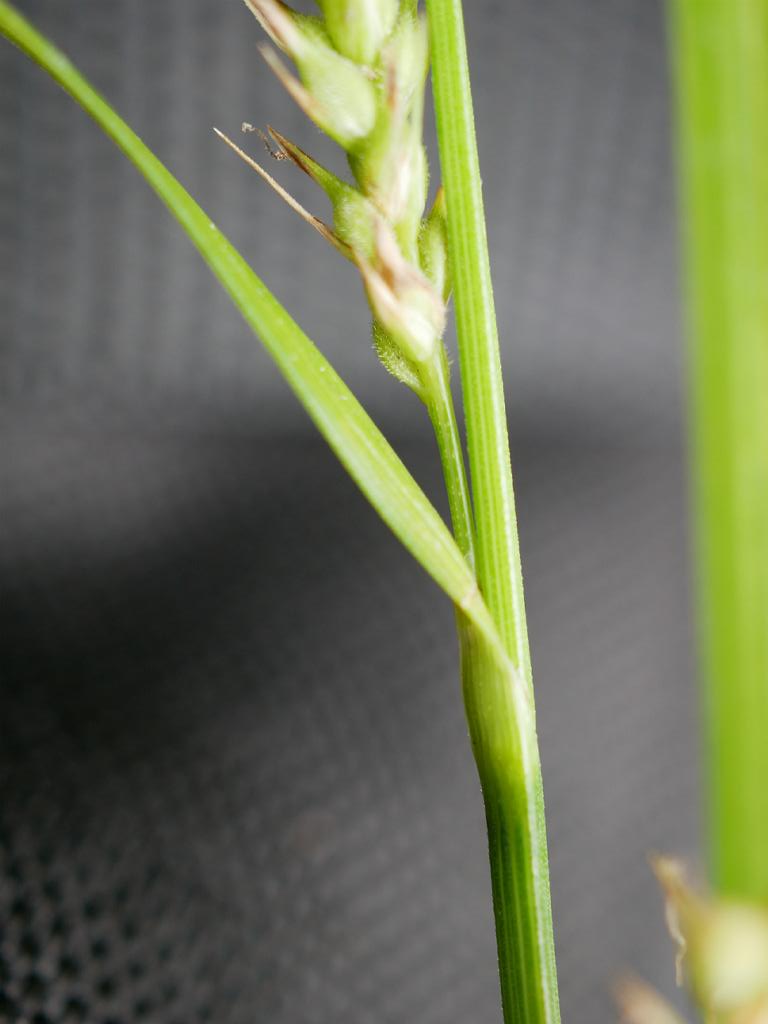
雌小穂の基部付近 苞の基部には鞘がない

## 分布
日本では北海道、本州、九州に分布し、国外では知られていない日本固有種である。ただしすげの会(2018)の『日本産スゲ属分布図集』では国外の分布として朝鮮南部が記されている。本州での分布は広いものの北に偏りがあって南には明確な分布の空白がある。たとえば近畿地方では和歌山県、奈良県、ついでに三重県には生育がなく、大阪府、兵庫県、滋賀県でも北部のみにしか分布していない。岡山県では県北の湿地にのみあって、一部に県南の地域での発見があるがそれについては『河川の中州』なので『県北から流されたもの』が生育したものではないかとされている。つまりやはり南部地域には生育していないという判断である。上記すげの会による分布図は標本の確認に基づくものであり、分布があっても標本がなければ拾われていない点、実際の分布域より内輪目に出ると思われるが、北の方でも青森県のように記録のないところもあるものの、中部から中国地方までは比較的密に採集地点があるが、九州では全体で3地点しか記録がない。もちろん紀伊半島もなしである。四国も本島にはないが、香川県の小豆島で記録がある。

## 生育環境
砂質の湿った草地、川岸の水質のある砂地、また泥質の湿地に生える。あるいは山道の脇にも生える。河川敷などにおいて、本種が優占した密生した群落を作るのが見られ、また土手の法面緑化のために外来種のイネ科などを植栽された区域内にも優占的に繁茂する群落を形成する。

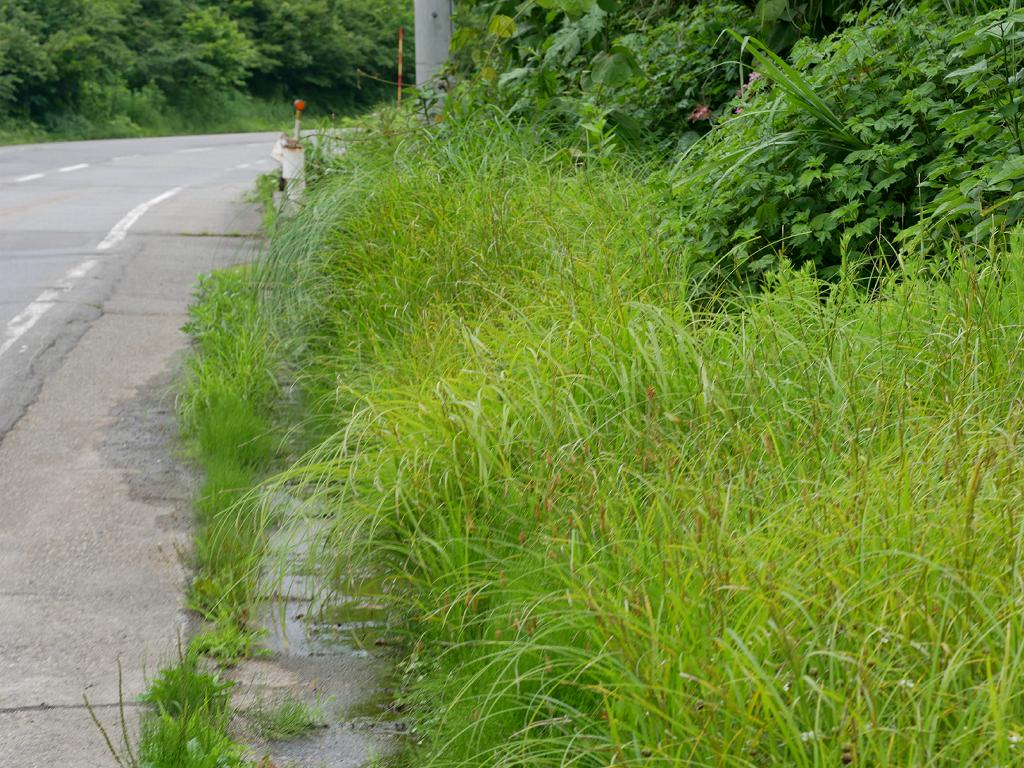
道路脇の水湿地に群生している様子
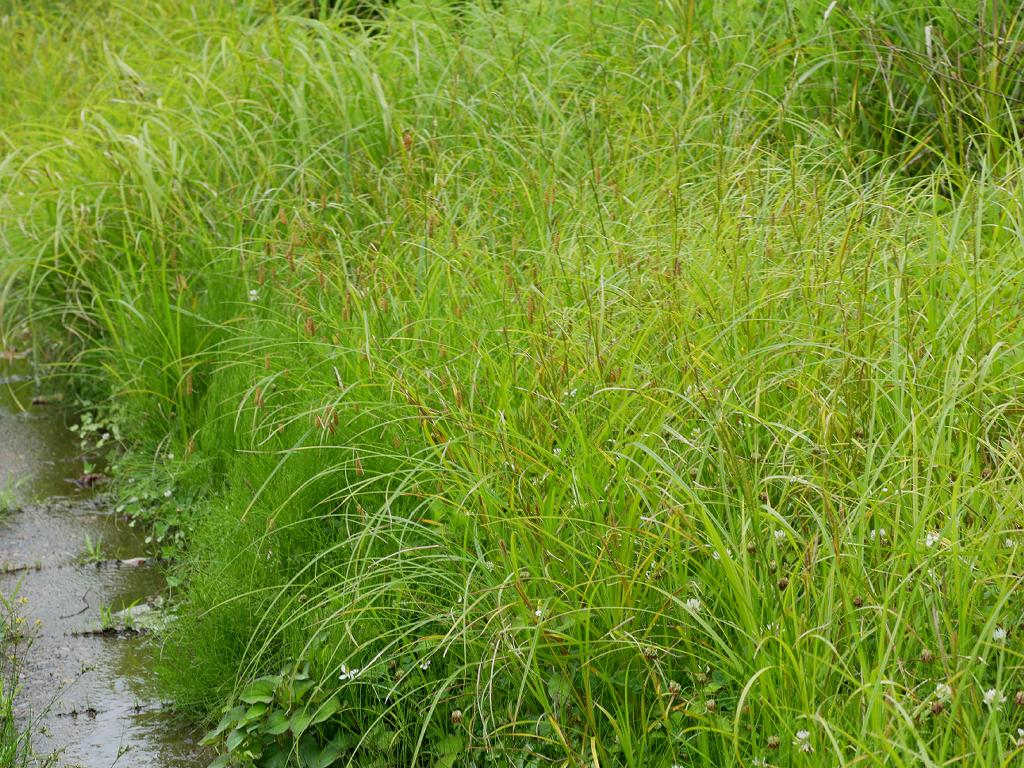
少し寄る 太い穂が垂れているのはゴウソ

## 分類など
頂小穂を含んで花序の先端に複数の雄小穂をつけ、それ以下の側小穂が雌性、苞には鞘がなく、果胞が大きくて毛があり、柱頭が3岐、といった特徴でビロードスゲ節 Sect. Carex に含める。日本にはここに含まれる種は5種ある。いずれも本種に似たものであるが、このうちでアカンカサスゲ C. sordida とハタベスゲ C. latisquamea は葉や鞘に毛がある点で区別できる。ムジナスゲ C. lasiocarpa は葉幅が1.5-3mと葉が細く、果胞の嘴が短い点で、スナジスゲ C. glabrescens は雌小穂がやや寄り合うこと、果胞の嘴の狭まり方がやや緩やかであることなどで区別できる。これらはいずれも北海道とおおむね本州中部以北を分布域とするが、本種がもっとも普通である。
これ以外のものでは星野他(2002)は本種に似たものとしてサツマスゲ C. ligulata をあげている。果胞に毛が多く、先端が2歯に分かれる点は共通するが、節が異なり、違う点も多い。
インド北部に分布する C. fedia に近縁で、その変種とされたこともある。これに準じた形になるが、北村他(1998)は本種の学名を C. fedia subsp. miyabei としている。また古くには南アジアに産する C. wallichiana の変種とされたこともある。

## 保護の状況
環境省のレッドデータブックには取り上げられていない。府県別では千葉県、京都府、大阪府、兵庫県、山口県、福岡県、大分県、熊本県、それに高知県で指定がある。いずれも南限に当たる地域と思われる。河川敷に生育地がある地域では河川改修などによる生育地の破壊が懸念されている。

## 利害
道路脇などにも出現するため、雑草と言えば言える。が、田畑に侵入して繁茂する、といった話もあまりないようである。
近年、この種を堤防法面の緑化に利用することが試みられている。北海道での話であるが、従来は河川堤防の法面を早くに被覆させる目的で寒冷な気候でも活着しやすく成長も速い草としてナガハグサ（ケンタッキーブルーグラス）Poa platensis やオオウシノケグサ（クリーピングレッドフェスク） Festuca rubra が用いられてきたが、除草コスト抑制など管理費用の削減、および生物多様性への配慮から在来種の利用が求められるようになってる。そのための研究が行われている中、ヨシやオオヨモギなどとともに本種が選ばれている。導入する種はその環境において将来的に安定した群落を形成することが求められており、本種の場合、従来の種が導入されていた緑化施行地において行われた植生調査で、導入された外来種の中でそれらと競合して優占する群落を形成していたことによって選ばれたものである。他に本種が地下茎で増殖して安定した群落を作ること、それに生育の形態が従来用いられてきた植物に似ていることから景観として違和感がないことなどもあげられている。現代のところ、種子の吹きつけでは本種は発芽しないことが多く、少なくとも早期の緑化には使いづらいらしい。しかし苗を植える形では良好な生育が見られ、天塩川下流ではセル苗（セルというごく小さな育苗容器の連続したものを用いて育てた苗）を植栽する方法である程度の成果が見られている。